# Annales-skolan
Annales-skolan är en fransk grupp historiker som introducerade ett sätt att skriva historia som bestående av ekonomiska, sociala och mentala mönster snarare än en serie politiska händelser med utförliga beskrivningar av enskilda personers betydelse. Den har haft stort inflytande på modern historieskrivning överlag.
Namnet kommer från tidskriften Annales d'histoire économique et sociale som startades 1929 av Marc Bloch och Lucien Febvre, båda verksamma vid universitetet i Strasbourg. 
Tidskriften utgjorde en reaktion mot mellankrigstidens inriktning på nationell politisk och diplomatisk historia, en historieskrivning med fokus på olika händelser. Dess inriktning är ända sedan starten övergripande och internationell.
Tidskriften ges 2024 ut av högskolan École des hautes études en sciences sociales (EHESS) i Paris.

## Influenser
Viktiga tidiga influenser kom bland annat från den 1903 grundade tyska tidskriften Vierteljahrschrift für Sozial- und Wirtschaftsgeschichte och den belgiske historikern Henri Pirenne.

## Första generationen
Under tidskriftens första år dominerades dess innehåll av ekonomisk historia och socialhistoria. Vid sidan av detta intresse, grundat såväl i en socialistisk politisk radikalitet som en sociologisk påverkan, fanns hos de båda redaktörerna Bloch och Fevbre också ett intresse för psykologiska eller rättare sagt socialpsykologiska teman. Också här kan man spåra en påverkan från sociologin, eller Émile Durkheims teori om det samhälleligt undermedvetna. 
Redan 1924 hade Bloch publicerat en stor studie om tron på kungars undergörande handpåläggning (Les rois thaumaturges). Arbetet var inte koncentrerat till en period eller område, utan undersökte en viss typ av handling och de föreställningar som fanns kopplade till denna handling. 1928 publicerade Febvre en biografi över Martin Luther, som inte var någon vanlig biografi utan hade syftet att studera relationen mellan individ och kollektiv. 
Man har velat se en skillnad mellan Blochs och Febvres sätt att skriva mentalitetshistoria, där Febvres inriktning mer var inriktad på individualpsykologin och Bloch mer styrdes av ett sociologiskt samhällsperspektiv. Blochs annorlunda syn framkommer i La société feodale (1939-40). Hos dem byttes ett sociologiskt perspektiv mot ett humanistiskt. 
Bloch och Febvre hade också en konsekvent ambition att skriva en syntetisk historia. Denna inriktning fick sedan en teoretisk formulering i Fernand Braudels uppdelning av den historiska tiden i olika rytmer (la longue durée). Intresset för historisk psykologi ledde fram till formuleringen av det som under 1960- och 70-talen kom att presenteras som mentalitetshistoria. Med mentalitetet (mentalité) förstods föreställningar som inte var helt medvetna, som delades av grupper av människor och som förändrades långsamt.

## Andra generationen
Skillnaden mellan Bloch och Fevbre gick i arv till senare generationer. För den förra traditionen är mentaliteterna en del av ett större studium av samhällets sociala, politiska eller ekonomiska relationer. För den senare är studien av mentaliteten i sig huvudsaken. Till den förra traditionen kan man räkna Georges Duby, Michel Vovelle och Jacques Le Goff, till den senare Philippe Ariès och Jean Delumeau.

## Tredje och fjärde generationen
En tredje generation leddes av Emmanuel Le Roy Ladurie (1929– ). I gruppen ingick även Philippe Ariès (1914–1984). Denna tredje generation betonade mentalitetshistoria, historia tolkad som människogruppers sätt att tänka. 
En fjärde generation av Annales-skolan leddes av Roger Chartier (1945– ) och distanserade sig tydligt från den mentalitetshistoriska vinkeln, för att istället lägga vikt vid kulturbundna handlingars socialhistoria.
Mot slutet av 1980-talet började skolan både splittras upp, efter att tidigare varit tajt sammanhållen.

## Annales språkbruk
Febvre tyckte om att tala om histoire tout court, i motsats till ekonomisk eller social eller politisk historia. R.H. Tawney använde 1932 uttrycket histoire intégrale, kanske efter fransk mönster. Men antropologen Marcel Mauss tyckte om att använda adjektivet totale för att karakterisera sin disciplins ansats. Braudel använde uttrycket histoire totale när han sammanfattar andra upplagan av La Méditerranée och på andra ställen.
Formuleringen longue durée (den allra mest trögrörliga tidsdimensionen) blev ett tekniskt uttryck efter att Braudel använt det i en berömd artikel. Ett liknande begrepp bär upp hans La Méditerranée, men i den boken skrev han om une histoire lentement rythmée (för förändringar över blott ett århundrade eller två). 
Histoire sérielle är ett uttryck som användes av Chaunu år 1960 och som snabbt togs upp av Braudel och andra. Uttrycket refererar till trendanalysen över la longue durée som en studie av kontinuiteter och diskontinuiteter inom en serie av relativt homogena data (vetepriser, datum för vinskörd, födelsetal, nattvardsgäster vid påsk osv.
Även om Durkheim och Mauss då och då hade använt uttrycket "mentalité", var det Lucien Lévy-Bruhls La mentalité primitive (1922) som lanserade det i Frankrike. Trots att Bloch hade läst Lévy-Bruhl, valde han ändå att beskriva sin Les rois thaumaturges som en historia om représentations collectives (ett uttryck Durkheim föredrog), représentations mentales eller illusions mental, men det fick ingen större framgång. Det var Georges Lefebvre, en marxistisk historiker i Annales-gruppens utkant, som lanserade uttrycket histoire des mentalités collectives. 

## Arvet efter Annalesskolan
Annalesskolan har berömts för sin bredd och sin strävan efter tvärvetenskaplighet. Den har också kritiserats från historiematerialistiskt håll; kritiken menar att skolans metoder inte kan förklara hur social förändring åstadkoms. Det har dock visat sig att historiematerialism och Annalesskolans respektive utövare har påverkat varandra, såsom exempelvis hos den sovjetryske medeltidshistorikern Aaron Gurevitj.